# بحيرة الوادي المشجر
بحيرة الوادي المشجر هي بحيرة جليدية مالحة تقع إلى الغرب مباشرة من بحيرة ستينير، في شبه جزيرة بريدنيس، فيستفولد هيلز في برينسيس إليزابيث لاند في أنتاركتيكا.
تم تخطيطها من قبل رسامي خرائط نرويجيين من صور جوية التقطتها بعثة لارس كريستنسن بين سنتي 1936-1937 ، وتم تسميتها من قبل لجنة أسماء أنتاركتيكا في أستراليا لروبرت دينغل في عام 1957.